# Leonforte
Leonforte er en italiensk by (og kommune) i regionen Sicilien i Italien, med omkring 12.331(2023) indbyggere.  